# Класичний об'єкт поясу Койпера

Порівняння орбіт найбільших к'юбівано (сині) і найбільших плуиіно (червоні) (з h < 4,5). Горизонтальна вісь — велика піввісь орбіти. Ексцентриситети орбіт представлені відрізками (від перигелію до афелію), нахили представлені положенням відрізків по вертикалі.

Класичний об'єкт поясу Койпера, або К'юбівано (англ. cubewano) — об'єкт пояса Койпера, орбіта якого розташована за орбітою Нептуна і не перебуває у чітко вираженому орбітальному резонансі з цією планетою. Велика піввісь орбіти класичних об'єктів поясу Койпера лежить у діапазоні 40—50 а. о. і, на відміну від Плутона, вони не перетинають орбіти Нептуна.
Назву «к'юбівано» утворено від тимчасового позначення першого виявленого об'єкта цього класу 1992 QB1 (англ. cue-bee-one — «к'ю-бі-ван»). Цей об'єкт отримав постійний номер 15760, а 31 січня 2018 року йому дали назву «Альбіон». Інші відомі об'єкти, які було ідентифіковано як к'юбівано:
- Макемаке (136472) — найбільший з відомих к'юбівано та один із найбільших транснептунових об'єктів
- Квавар і Варуна — обидва вважалися найбільшими транснептуновими об'єктами на час їх відкриття.
- 2002 TX300, 2002 AW197, 2002 UX25

Карликова планета Гаумеа спочатку теж була зарахована до к'юбівано, проте згодом була виключена з цього списку й класифікована як плутоїд.

## Орбіти
Орбіти більшості к'юбівано за своїми характеристиками займають проміжне положення між орбітальним резонансом 2:3 з Нептуном, який є характерним для плутино, і резонансом 1:2. Типовий к'юбівано, Квавар, рухається практично круговою орбітою, близькою до площини екліптики. Плутино ж рухаються більш ексцентричними орбітами, деякі з них у перигелії опиняються ближче до Сонця, ніж Нептун.
Більшість об'єктів (так звана «холодна популяція») мають малі кути нахилу орбіти, форма якої близька до кола. Менша частина («гаряча популяція») характеризується великими кутами нахилу й орбітами з більшим ексцентриситетом.
За результатами проєкту «Глибокий огляд екліптики», ці дві популяції розподілені так: одна з нахилом у середньому 4,6° (так звана Центральна) й інша з нахилами, що сягають й перевершують 30° (Гало).

### Розподіл

Цей графік показує розподіл к'юбівано й плутино. Гістограми показують розподіл нахилу орбіт, ексцентриситету і великої півосі орбіт. Вставки зліва показують порівняння населеності к'юбівано й плутино залежно від ексцентриситету й нахилу орбіт.

Переважна більшість об'єктів поясу Койпера (понад дві третини) має нахил менший за 5° й ексцентриситети менше ніж 0,1. Великі півосі їх орбіт тяжіють до середини основної хмари; ймовірно, дрібні об'єкти, які були розташовані близько до резонансів, були або спіймані в резонанс, або їх орбіти змінилися під дією сили тяжіння Нептуна.
«Гаряча» та «холодна» популяції дуже відрізняються: понад 30 % усіх к'юбівано мають малі кути нахилу й близькі до кіл орбіти. Параметри орбіт плутино розподілені більш рівномірно, з ексцентриситетами, що мають локальний максимум в інтервалі 0,15—0,2, і невеликі нахили у 5—10°.

Вигляд з полюса і з площини екліптики орбіт класичних об'єктів (сині), плутино (червоні) і Нептуна (жовтий).

Якщо порівняти ексцентриситети орбіт к'юбівано й плутино, можна побачити, що к'юбівано формують рівну «хмару» за орбітою Нептуна, тоді як плутино наближаються до орбіти Нептуна або навіть перетинають її. Якщо порівняти нахили орбіт, «гарячі» к'юбівано можуть бути легко визначені за високими кутами нахилу, тоді як нахили орбіт плутино здебільшого становлять менш як 20°.

## Майбутнє формальне визначення терміна
Поки відсутнє офіційне визначення для термінів «к'юбівано» або «класичний об'єкт поясу Койпера». Проте, ці терміни зазвичай використовуються для вказівки на об'єкти, на які тяжіння Нептуна майже не впливає, таким чином відокремлюючи їх від інших об'єктів пояса Койпера, які перебувають в орбітальному резонансі з Нептуном (резонансні транснептунові об'єкти). Крім того, є відомості, що пояс Койпера має зовнішню межу, оскільки спостерігається помітна нестача об'єктів із малими нахилами орбіт далі 47—49 а. о., що було передбачено ще 1998 року, і підтверджено даними 2001 року. У результаті, традиційне застосування цих термінів ґрунтується на розмірі великої півосі орбіти, і стосується об'єктів, які розташовані між орбітами з відношенням резонансів 2:3 і 1:2, тобто між 39,4 і 47,8 а. о. (не включаючи самі ці межі та невелику кількість об'єктів поблизу них).
Проте такі визначення недостатньо чіткі: зокрема, межа між класичними об'єктами поясу Койпера й об'єктами розсіяного диска залишається розмитою. У новій класифікації, яку запропонував Дж. Л. Елліот (J. L. Elliott) зі співавторами, натомість застосовуються формальні критерії, основою яких є середні орбітальні параметри. Якщо говорити простіше, визначення включає лише ті об'єкти, які ніколи не перетнуть орбіту Нептуна. Згідно з цим визначенням, об'єкт є класичним об'єктом поясу Койпера, якщо:
- він не є резонансним
- він має критерій Тіссерана, що перевищує 3
- його середній ексцентриситет менше ніж 0,2

Це визначення вперше з'явилося у звіті на основі даних Глибокого огляду екліптики, воно визнане у більшості сучасних видань.

## Сімейства
Виявлено перше сімейство осколків — групу об'єктів, що імовірно раніше була одним тілом. Воно включає Гаумеа, її супутники, 2002 TX300 і чотири менших тіла. Об'єкти не лише рухаються схожими орбітами, а й мають схожі фізичні характеристики. На відміну від багатьох інших об'єктів поясу Койпера, на їх поверхні виявлено велику кількість водяного льоду, а також дуже мало (або зовсім немає) толінів. Висновок про склад поверхні зроблено на підставі її нейтрального кольору (на відміну від звичайного червоного) і потужного поглинання на довжинах хвиль 1,5 і 2 мкм в інфрачервоному діапазоні.